# Xã Walker Creek, Quận Lafayette, Arkansas
Xã Walker Creek (tiếng Anh: Walker Creek Township) là một xã thuộc quận Lafayette, tiểu bang Arkansas, Hoa Kỳ. Năm 2010, dân số của xã này là 589 người.